# Теоретическая выборка
Теоретическая выборка (англ. theoretical sampling), или теоретический отбор — процесс сбора данных для теории, когда аналитик одновременно собирает, кодирует, анализирует и сравнивает свои данные между собой. Он также решает, какие данные собирать дальше и где их искать, чтобы  развивать свою теорию по мере ее возникновения . Исследователь выбирает какую-либо общую проблемную область и начинает с определения некоторых ключевых понятий и особенностей, которые будут им анализироваться. При этом важно оставаться теоретически чувствительным и осторожным, чтобы формирующаяся теория основывалась именно на собранных данных, а не на предубеждениях и аспектах уже разработанных теорий. В ходе анализа материала у исследователя будут возникать различные вопросы, которые необходимо учитывать при отборе следующих случаев, так как ответы на них позволят в полной степени раскрыть изучаемые явления. Таким образом, в теоретической выборке главной задачей исследователя является осмысленный выбор случаев для дальнейшего анализа.
Понятие теоретической выборки пришло в методологию из трудов американских социологов Ансельма Страусса и Барни Глейзера, создавших метод Grounded theory, или обоснованную теорию. Позже оно дополнялось и пересматривалось с выходами новых версий методологии grounded theory, разработанных А. Страуссом и Дж. Корбин, А. Брайант и К. Чармаз, А. Кларк.

## Общая информация
Идея теоретической выборки является альтернативой вероятностной выборки, требующей заранее предписанного плана сбора данных. По мнению обоснованных теоретиков стремление к соблюдению такого плана в некоторых случаях может помешать формированию достоверной и надежной теории, так как не учитывает появления новых данных, способных изменить направленность исследования. В отличие от вероятностной, теоретическая выборка:
1. Регулируется релевантностью (теоретической уместностью и значимостью) понятий, стремлением заполнить данными выделенные категории, а не репрезентативностью.
2. При отборе рассматривает не только человека как представителя генеральной совокупности, но весь случай, включающий в себя взаимодействия и следствия в условиях выбранной ситуации.
3. Заранее продумывается только первый сбор данных, последующие же формируются и контролируются возникающей теорией, которая направляет исследователя в выборе определенных интервьюируемых и источников информации. После анализа первых случаев исследователь выдвигает гипотезы и, благодаря продолжению анализа уже более осмысленно выбранных случаев, постепенно налаживать между ними связь.[5].

Таким образом, теоретический отбор представляет из себя непрерывный процесс сбора, анализа и сравнения данных между собой. Возможность осознанно привлекать и отбрасывать анализируемые данные позволяет исследователю максимально полно раскрывать и разрабатывать его теорию за минимальное время.